# Виллалское
Виллалское — озеро на территории Коткозерского сельского поселения Олонецкого района Республики Карелии.

## Общие сведения
Площадь озера — 0,9 км², площадь водосборного бассейна — 176 км². Располагается на высоте 67,2 метров над уровнем моря.
Форма озера продолговатая: вытянуто с запада на восток. Берега каменисто-песчаные.
Восточная оконечность озера соединена протокой с Коткозером. Из западной оконечности вытекает река Пекка, впадающая с левого берега в Олонку чуть ниже Утозера, истока Олонки.
У восточной оконечности озера располагается деревня Коткозеро, по которой проходит дорога местного значения 86К-179 («Автодорога по д. Коткозеро»). У западной оконечности озера проходит трасса Р21 («Кола»).
Код объекта в государственном водном реестре — 01040300211102000014848.